# Savoyer Voralpen
Die Savoyer Voralpen sind eine Gebirgsgruppe der Westalpen. Sie erstrecken sich vom Schweizer Wallis über die beiden Départments Savoie und Haute-Savoie bis ins Département Isère.
Sie grenzen im Osten an die Grajischen Alpen, im Süden an die Dauphiné-Alpen und im Südwesten an die Dauphiné-Voralpen (Vercors).
Gemäß internationaler Übereinkunft (SOIUSA) gliedern sich die Savoyer Voralpen in sechs Gebirgsstöcke:
- Aiguilles-Rouges-Kette (Aiguilles Rouges)
- Giffre (Buet-Ruan-Dents du Midi; Fis-Platé-Colonney; Dents Blanches-Avoudrues-Nant Golon)
- Chablais (Haufforts-Grange; Bise-Oche; Roc d’Enfer-Brasses)
- Bornes (Aravis; Bargy-Lachat-Tournette)
- Bauges (Arcalod-Trélod-Semnoz; Grand Colombier-Margerie-Revard)
- Chartreuse (Mont Granier-Dent de Crolles-Grand Som; Chamechaude-Charmant Som).

In anderen Quellen fehlt die Aiguilles-Rouges-Kette.
Die Savoyer Voralpen bilden einen Teil der Kalkzone, die sich als Französische Kalkalpen nach Südwesten in die Dauphiné-Voralpen und Provenzalischen Voralpen, und nach Nordosten in die Schweizer Voralpen und weiter in die nördlichen Kalkalpen der Ostalpen fortsetzt. Diese Zone ist durch Täler (z. B. der Isère) recht scharf von den kristallinen Zentralmassiven (Mercantour, Pelvoux, Belledonne, Grandes Rousses, Mont Blanc, Aar- und Gotthardmassiv) getrennt.